# Zawadówka (gmina Rejowiec)
Zawadówka – wieś w Polsce położona w województwie lubelskim, w powiecie chełmskim, w gminie Rejowiec.
We wsi funkcjonowały  Zakłady Drzewne, które ogłosiły upadłość w 2007 r. i stacja kolejowa Zawadówka na linii kolejowej nr 7 Warszawa-Lublin-Chełm-Dorohusk. 
W latach 1975–1998 miejscowość należała administracyjnie do województwa chełmskiego.
Wieś jest sołectwem w gminie Rejowiec. Według Narodowego Spisu Powszechnego (III 2011 r.) liczyła 439 mieszkańców i była trzecią co do wielkości miejscowością gminy Rejowiec.
Wierni Kościoła rzymskokatolickiego należą do parafii Chrystusa Pana Zbawiciela w Podgórzu.

## Części wsi
| SIMC    | Nazwa | Rodzaj    |
| ------- | ----- | --------- |
| 0105791 | Rudka | część wsi |